# Latcho Drom (groupe)
Pour les articles homonymes, voir Latcho Drom.
Latcho Drom est un groupe de jazz manouche français, originaire de Toulouse, en Haute-Garonne.

## Biographie
Latcho Drom est formé en 1993 à Toulouse, en Haute-Garonne, par le guitariste Christophe Lartilleux. « Latcho Drom » signifie « bonne route » en romani. La base du groupe comprend Christophe Lartilleux, Philippe Cuillerier à la guitare rythmique et Déborah Lartilleux à la basse, mais le groupe se complète de différents invités selon les périodes et les albums, comme le violoniste Florin Niculescu à partir de 2001. Pour La Dépêche, Latcho Drom est un « groupe phare du swing manouche depuis trente ans. »
En 2001, ils sortent l'album live Live 2001, puis en 2004 l'album Djangophonie, qui mêle jazz manouche et musique classique, enregistré avec Florin Niculescu. Christophe Lartilleux sortira de son côté Sur le chemin de ma maison en 2013. La même année, le groupe sort son deuxième album live, Paris Budapest Caravane chez Frémeaux et Associés.

## Membres
- Christophe Lartilleux — guitare
- Philippe Cuillerier  — guitare rythmique
- Déborah Lartilleux — basse
- Charles Roman - Violon

## Discographie
- 1993 : La Sorcière
- 1995 : La Verdine
- 1997 : Live in Madrid
- 1998 : Deborah
- 2001 : Live 2001
- 2004 : Djangophonie (avec Florin Niculescu)
- 2013 : Sur le chemin de ma maison de Christophe Lartilleux
- 2013 : Paris Budapest Caravane (Frémeaux et Associés)